# Wim Steijn

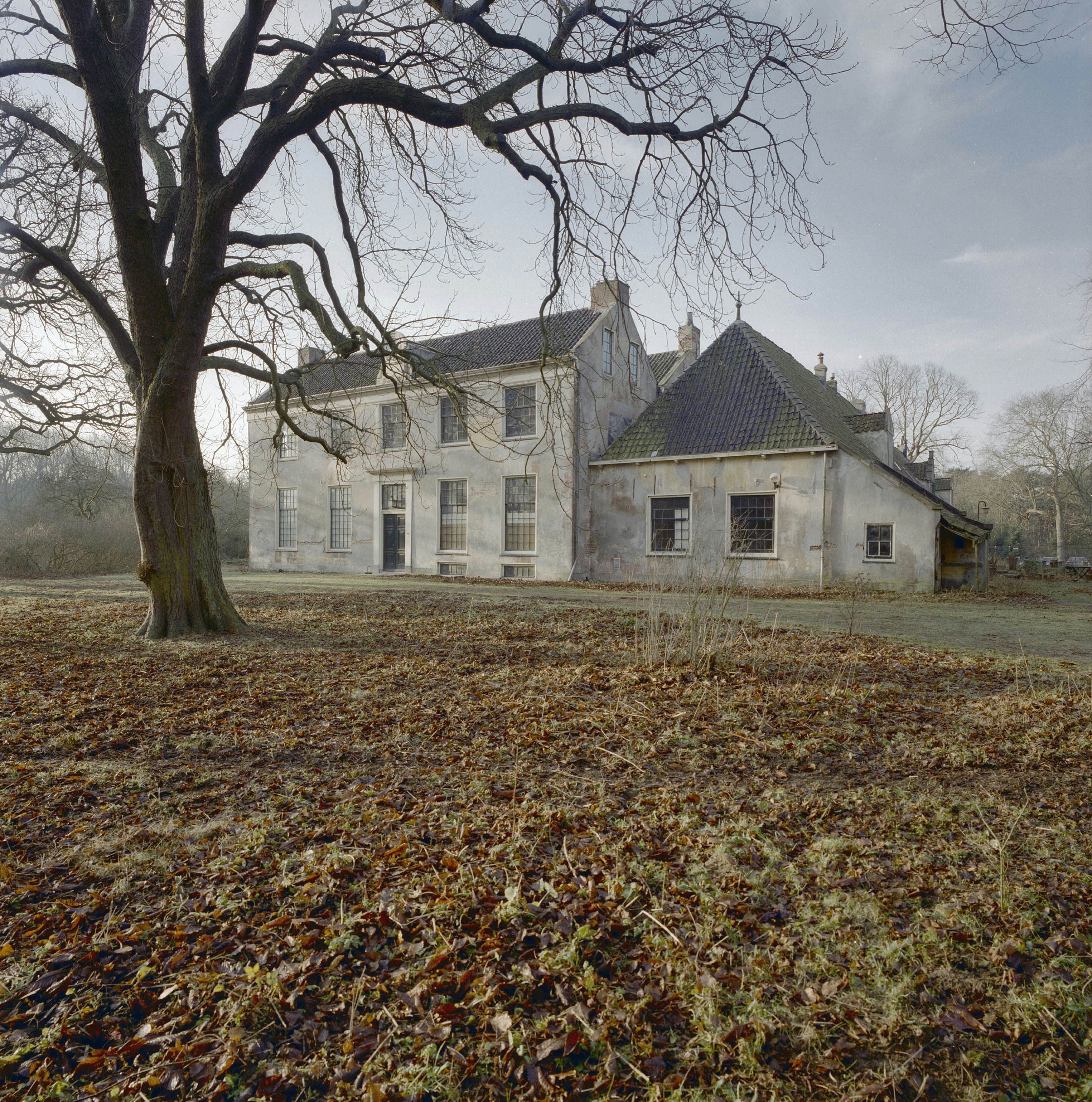
Groot Bentveld in 1998)

Willem Steijn (Assendelft, 28 januari 1914 – Bentveld, 23 augustus 1980) was een Nederlands kunstschilder.
Hij was zoon van Trijntje Volger en sigarenmaker Pieter Steyn. Hijzelf was getrouwd met galeriemedewerkster Janna Koolman (overleden 1965) en galeriehoudster Ger de Leeuw (Galerie Uittenhout). Zij werd muze en model.
Hij groeide op in Jisp en Wormer. Hij kreeg alleen een lagere schoolopleiding en werd huisschilder. Om verder te kunnen in de kunst volgt hij onder invloed van Jaap Kaal de avondtekenschool in Krommenie (1928-1932) met leraar Henk Gorter. Al in 1931 vallen zijn werken op. In 1935 vestigde Steijn zich in Haarlem; hij maakt er kennis met Henri Boot die hem verder begeleidt. Hij zou nog in die periode de Vrije Haarlemse Schilderschool. Ook Jan Visser en Kees Verwey met wie hij atelier hield hebben invloed op hem.
Steijn was lid van Arti et Amicitiae, De Groep, Keerking, Nederlandse Kring van Tekenaars en Beroepsvereniging van Beeldende Kunstenaars (BBK)
Hij werd voornamelijk bekend met figuratieve landschappen, stillevens en portretten. Een aantal werken bevindt zich in de collectie van Nederlandse musea, zoals het Rijksprentenkabinet en het Frans Hals Museum.
In 1970 ontving hij de Jeanne Oosting Prijs. Hij woonde jarenlang in landhuis Groot Bentveld, alwaar Kees Verkade ook enige tijd zijn atelier had.
Hij overleed na een lang ziekbed op 76-jarige leeftijd en werd begraven te Zandvoort